# Гевін Макканн
Гевін Макканн (англ. Gavin McCann, нар. 10 січня 1978, Блекпул) — англійський футболіст, півзахисник.
Насамперед відомий виступами за «Сандерленд» та «Астон Віллу», провів один офіційний матч за національну збірну Англії.

## Клубна кар'єра
У дорослому футболі дебютував 1995 року виступами за команду клубу «Евертон», в якій провів три сезони, взявши участь у 11 матчах чемпіонату. 
Своєю грою за цю команду привернув увагу представників тренерського штабу клубу «Сандерленд», до складу якого приєднався 1998 року. Відіграв за клуб з Сандерленда наступні п'ять сезонів своєї ігрової кар'єри. Більшість часу, проведеного у складі «Сандерленда», був основним гравцем команди.
У 2003 році уклав контракт з клубом «Астон Вілла», у складі якого провів наступні чотири роки своєї кар'єри гравця. Граючи у складі «Астон Вілли» також здебільшого виходив на поле в основному складі команди.
У 2007 році перейшов до клубу «Болтон Вондерерз», за який відіграв 4 сезони. Завершив професійну кар'єру футболіста виступами за команду «Болтон Вондерерз» у 2011 році.

## Виступи за збірну
У 2001 році дебютував в офіційних матчах у складі національної збірної Англії, відтоді до лав національної команди не залучався.